# Блежел (комуна)
Блежел (рум. Blăjel) — комуна у повіті Сібіу в Румунії. До складу комуни входять такі села (дані про населення за 2002 рік):
- Блежел (1887 осіб) — адміністративний центр комуни
- Пеуча (484 особи)
- Романешть (103 особи)

Комуна розташована на відстані 240 км на північний захід від Бухареста, 48 км на північ від Сібіу, 84 км на південний схід від Клуж-Напоки, 116 км на північний захід від Брашова.

## Населення
За даними перепису населення 2002 року у комуні проживали 2474 особи.
Національний склад населення комуни:
| Національність | Кількість осіб | Відсоток |
| -------------- | -------------- | -------- |
| румуни         | 1776           | 71,8%    |
| угорці         | 388            | 15,7%    |
| цигани         | 283            | 11,4%    |
| німці          | 23             | 0,9%     |

Рідною мовою назвали:
| Мова      | Кількість осіб | Відсоток |
| --------- | -------------- | -------- |
| румунська | 1976           | 79,9%    |
| угорська  | 354            | 14,3%    |
| циганська | 115            | 4,6%     |
| німецька  | 25             | 1,0%     |

Склад населення комуни за віросповіданням:
| Релігія                                       | Кількість осіб | Відсоток |
| --------------------------------------------- | -------------- | -------- |
| православні                                   | 1917           | 77,5%    |
| реформати                                     | 361            | 14,6%    |
| греко-католики                                | 88             | 3,6%     |
| п'ятдесятники                                 | 47             | 1,9%     |
| лютерани (Аугсбурзького сповідання)           | 15             | 0,6%     |
| римо-католики                                 | 14             | 0,6%     |
| лютерани (Синодально-пресвітеріанська церква) | 10             | 0,4%     |
| бретрени                                      | 8              | 0,3%     |
| лютерани                                      | 6              | 0,2%     |
| баптисти                                      | 4              | 0,2%     |
| унітарії                                      | 2              | 0,1%     |